# Lasius crispus
Lasius crispus är en myrart som beskrevs av Théobald 1935. Lasius crispus ingår i släktet Lasius och familjen myror. Inga underarter finns listade i Catalogue of Life.